# Goodmania luteola
Goodmania luteola är en slideväxtart som först beskrevs av Charles Christopher Parry, och fick sitt nu gällande namn av J.L. Reveal & B.J. Ertter. Goodmania luteola ingår i släktet Goodmania och familjen slideväxter. Inga underarter finns listade i Catalogue of Life.